# Cromòmer
Un cromòmer (del grec khróma, color i meros, part) és un disc acolorit que, en el cromosoma, conté un nombre més o menys elevat de gens. Els cromòmers alternen amb zones que no fixen els colorants.
Es fan visibles en un cromosoma durant la profase de la meiosi i la mitosi.
En el blat de moro hi ha més de 2.000 cromòmers en els seus 20 cromosomes.